# Аро, Эва-Мари
Эва-Мари Аро, урождённая Ниеми (фин. Eva-Mari Aro, o.s. Niemi, род. 1950) — финский ботаник, пионер исследований в области молекулярной биологии растений в Финляндии. Профессор Университета Турку, действительный член Финской академии наук, иностранный член Национальной академии наук США (2018).

## Биография
Родилась 27 августа 1950 года в губернии Западной Финляндии, в городе Харьявалта.
В 1982 году получила степень доктора философии. Её диссертация была посвящена аппарату фотосинтеза у растений: особенностям его структуры и механизму функционирования в различных природных условиях. В 1987 году была назначена на должность доцента кафедры физиологии растений и молекулярной биологии биологического факультета Университета Турку; с 1998 года — профессор этой же кафедры. Помимо работы в Турку, Аро проводила исследования в нескольких крупных исследовательских центрах за пределами Финляндии.
С 1998 по 2008 год — профессор Академии Финляндии, в 2014 году снова назначена на эту должность до конца 2018 года.
В январе 2013 года было объявлено о присуждении Эве-Мари Аро почётного звания «профессор года», которое ежегодно вручается Союзом университетских профессоров одному профессору в Финляндии. По словами Маарит Вало, председателя Союза, решения в отношении Аро было принято с учётом её качеств как профессора, а также по причине интернациональности её карьеры и мультидисциплинарности рабочей группы, которую она возглавляет.
Аро является руководителем научного подразделения комплексных исследований фотосинтеза и метаболизма растений на кафедре биохимии и химии пищевых продуктов Университета Турку. Лаборатория, которую в своё время возглавила Аро, постепенно превратилась в один из наиболее авторитетных центров исследования фотосинтеза. Одно из направлений, которым занимается группа Аро, — использование фотосинтеза для получения экологически чистой энергии при наличии в качестве исходных материалов только воды и солнечного света. Фундаментальные научные исследования, которыми занимается Аро, потенциально могут привести к революционному прорыву в производстве биоэнергии и решению большинства энергетических проблем.
10 марта 2017 года Эве-Мари Аро был присвоен почётный титул академика Финляндии, который присуждается президентом Финляндии наиболее выдающимся учёным, исследователям и художникам.
Член правления Европейской организации по изучению растений. C 2004 года — председатель Международного общества исследования фотосинтеза. Является членом отборочных комитетов нескольких крупных международных научных премий.
Автор более 350 научных публикаций.